# Beloit, Kansas
Beloit là một thành phố thuộc quận Mitchell, tiểu bang Kansas, Hoa Kỳ. Năm 2010, dân số của xã này là 3835 người.

## Dân số
Dân số các năm:
- Năm 2000: 4019 người
- Năm 2010: 3835 người